# Giovan Battista Langetti
Giovan Battista Langetti, znany także jako Giovanni Battista Langetti (ur. ok. 1635 w Genui, zm. 22 października 1676 w Wenecji) – włoski malarz epoki baroku, działający głównie w Wenecji i tam najbardziej znany.

## Życiorys

### Genua
Giovan Battista Langetti urodził się w Genui, prawdopodobnie w 1635 roku, w parafii Santa Sabina, jako syn Giovanniego Cesare i Chiary Bagutti. Miał dwóch braci – Giuseppe i Giovanniego Battistę (zmarł w 1627 roku, mając niespełna 6 lat) oraz siostrę, Marię Magdalenę. Matka zmarła, będąc już wdową, 22 czerwca 1639 roku. Wiarygodne dokumenty dotyczące życia Langettiego są nieliczne. Jego akt zgonu, zachowany w księgach parafialnych parafii Santa Maria Magdalena w Wenecji, stwierdza, iż zmarł on 22 października 1676 roku w wieku około czterdziestu lat, na której to podstawie ustalono przypuszczalny rok jego urodzin na 1635. Z malarstwem Langetti zetknął się po raz pierwszy przypuszczalnie dzięki Giovanniemu Battiście Carlone, choć w dokumentach brak jest konkretnych wzmianek o jego edukacji artystycznej czy jakimś dorobku artystycznym w Genui.

### Rzym i Neapol
Według Rattiego, swego XIX-wiecznego biografa, doświadczenie malarskie zdobywał w Rzymie, w szkole Pietra da Cortony. Tam miał okazję zapoznać się z językiem malarskim Jusepe de Ribery, w związku z czym wyjechał do Neapolu, żeby zgłębiać jego dzieła. Przyswoił sobie styl de Ribery, widoczny w jednym ze swoich pierwszych, udokumentowanych obrazów, Apollo i Marsjasz, podobnym do tego samego motywu, podjętego przez de Riberę.

### Wenecja
Mniej więcej w II połowie lat 50. XVII wieku wyjechał do Wenecji, gdzie terminował u innego malarza genueńskiego, Giovanniego Francesca Cassany, który przybył do Wenecji w ślad za Bernardem Strozzim. Świadczy o tym list napisany w 1680 roku przez pisarza Antonia Lupisa do Cassana. Miękkość, bogactwo kolorów i intensywność charakteryzujące malarstwo Langettiego wskazują w rzeczywistości na koneksje z jasną i lśniącą kolorystyką Strozziego, który założył szkoły malarskie zarówno w Genui jak i Wenecji. W Wenecji Langetti stał się wkrótce przewodnikiem duchowym i czołową postacią prądu artystycznego tenebrosi, a krytycy uznali jego rolę jako założyciela naturalizmu w stylu Caravaggia i de Ribery z odległymi wpływami Strozziego i Cortony. Szybko zdobył rozgłos, a jego obrazy, mające za temat głównie historyczne i starotestamentowe motywy, przedstawiające dramatyczne wydarzenia w momentach gwałtowności i cierpienia, z wykorzystaniem palety bogatej w efekty kolorystyczne, dodatkowo wzbogaconej przez mistrzowskie operowanie światłem, były przedmiotem dyskusji miejscowych kolekcjonerów.

## Twórczość

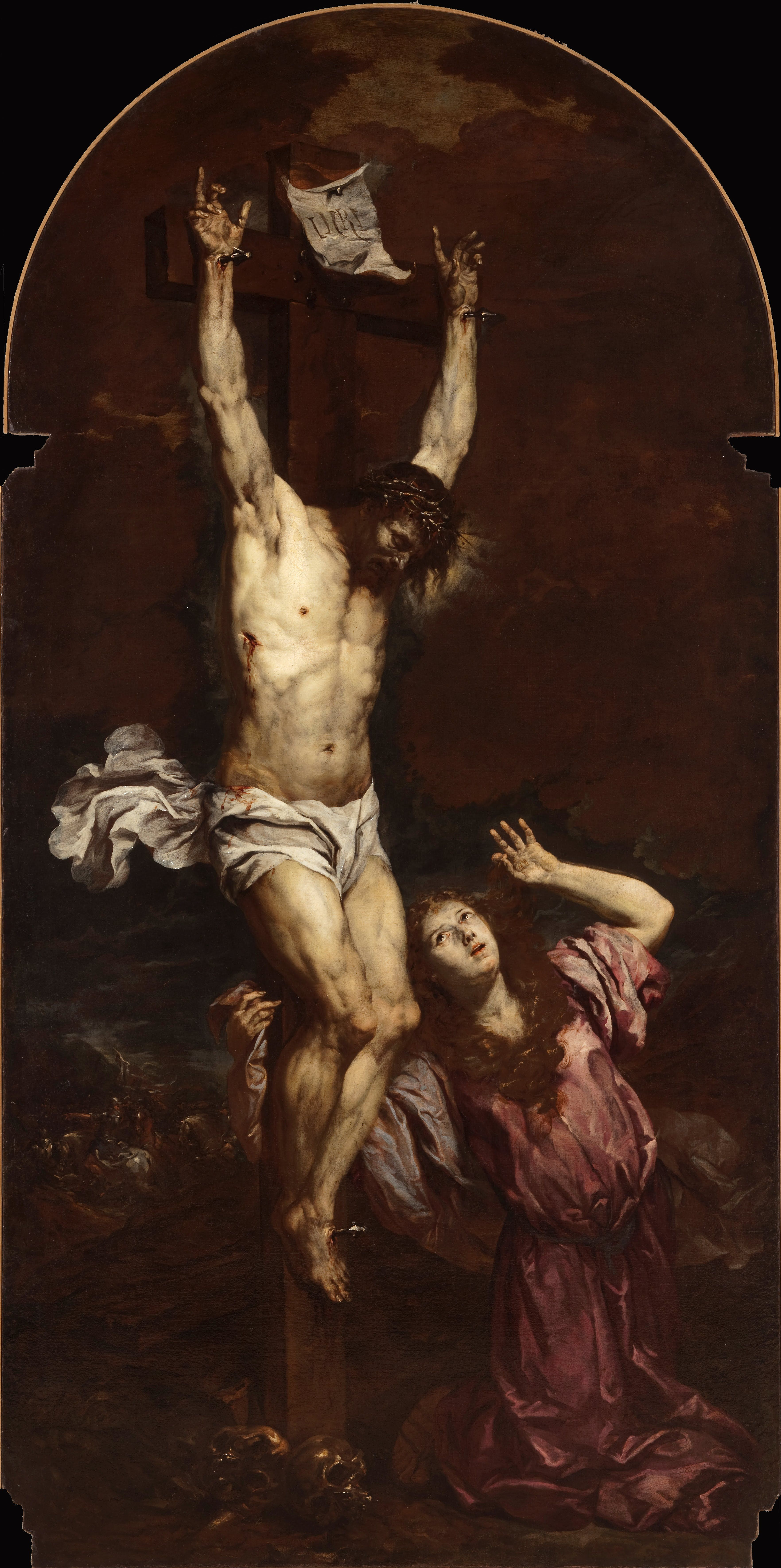
Św. Maria Magdalena u stóp Krzyża, Muzeum Sztuki Weneckiej XVIII wieku

W okresie całej swojej twórczości Langetti przedstawiał różne typy ludzkie: świętych w podeszłym wieku, filozofów i proroków, tytanicznych, półnagich i młodych herosów, ukazywanych z anatomiczną dokładnością i dynamiczną grą światłocienia.
Lista dzieł Langettiego obejmuje ponad 100 pozycji, ale tylko nieliczne z nich są podpisane. Jeszcze gorzej przedstawia się sytuacja, jeśli chodzi o ich datowanie, co uniemożliwia sporządzenie ich chronologii. Jedyne znane prace artysty, powstałe przed 1660 rokiem, to wspomniany wyżej Apollo i Marsjasz (prawdopodobnie znajdujący się w Galerii Obrazów Starych Mistrzów w Dreźnie, zniszczony w czasie II wojny światowej) i Bachus z Satyrem (zaginiony).
W latach 60. XVII wieku powstały takie jego obrazy jak Historie Herkulesa (dwie wersje: w Muzeum Historii Sztuki w Wiedniu i w kolekcji prywatnej w Udine), Samson (dwie wersje: w Ermitażu w Sankt Petersburgu – praca podpisana i w Musée des Beaux-Arts w Nîmes), Józef (dwie wersje: w Bob Jones University Museum & Gallery w Greenville i w Muzeum Sztuk Pięknych w Budapeszcie), Kain i Abel (dwie wersje: w Städel Museum we Frankfurcie nad Menem i w Musée des Beaux-Art w Nîmes), Jonasz (dwie wersje: w Musée des Beaux-Arts w Morlaix i w kolekcji prywatnej w Brukseli), Tortura Iksjona (w Museo de Arte w Ponce), Dariusz III zamordowany (w Muzeum Goi w Castres) oraz Wulkan i zazdrość (1663, przypuszczalnie podobny do obrazu, znajdującego się w zbiorach Starej Pinakoteki w Monachium).
W 1663 roku Langetti namalował dla ołtarza w kościele Santa Teresa obraz Św. Maria Magdalena u stóp Krzyża (Muzeum Sztuki Weneckiej XVIII wieku). W obrazie tym są rozpoznawalne wszystkie podstawowe elementy jego dojrzałego stylu, naturalizm przejawiający się w skrajnej konsekwencji technicznej (widocznej zwłaszcza w drobiazgowym i imponującym wyglądzie ciała i twarzy Chrystusa) oraz ekspresji (bardzo długie i wykręcone paznokcie). Obraz ten jest uważany za arcydzieło Langettiego, a zarazem za jedno ze szczytowych osiągnięć malarstwa weneckiego XVII wieku. Nie zachowały się natomiast inne obrazy artysty namalowane wówczas dla tego samego kościoła, w tym Św. Marek, św. Krzysztof i św. Jakub.
W 1665 roku na zlecenie dziekana bazyliki San Giorgio Maggiore namalował dwa obrazy (oba zaginione): Samson pijący z oślej szczęki i Mojżesz wyprowadzający wodę ze skały. W okresie pomiędzy połową lat 60. a początkiem lat 70. namalował obrazy (wszystkie sygnowane) stanowiące istotę jego twórczości: Archimedes, Herzog Anton Ulrich-Museum w Brunszwiku (inna wersja w Filadelfia Museum of Art), Merkury i Argos (galeria w Palazzo Bianco w Genui), Św. Hieronim (Cleveland Museum of Art) i Scena śmierci (kolekcja prywatna w Padwie).
Do najważniejszych obrazów, namalowanych przez Langettiego w ostatniej dekadzie jego życia, należą: dwie wersje Dobrego Samarytanina (w Holburne Museum w Bath) i w Musée des Beaux-Arts w Lyonie), Izaak błogosławiący Jakuba (w Art Gallery of Ontario w Toronto), Cierpliwość Hioba (w Musei Civici w Rovereto) Józef tłumaczący sny (galeria w pałacu Schönborn-Wiesemtheid i Muzeum Brukenthala w Sybinie), Diogenes i Alexander (Galleria Querini Stampalia w Wenecji). Ostatnie udokumentowane prace Langettiego, to dwa podpisane obrazy z 1675 roku, Św. Piotr i Św. Paweł, namalowane dla kościoła San Agostino w Padwie, rozebranego w XIX wieku, przeniesione następnie do kościoła San Daniele, w którego zakrystii nadal się znajdują.

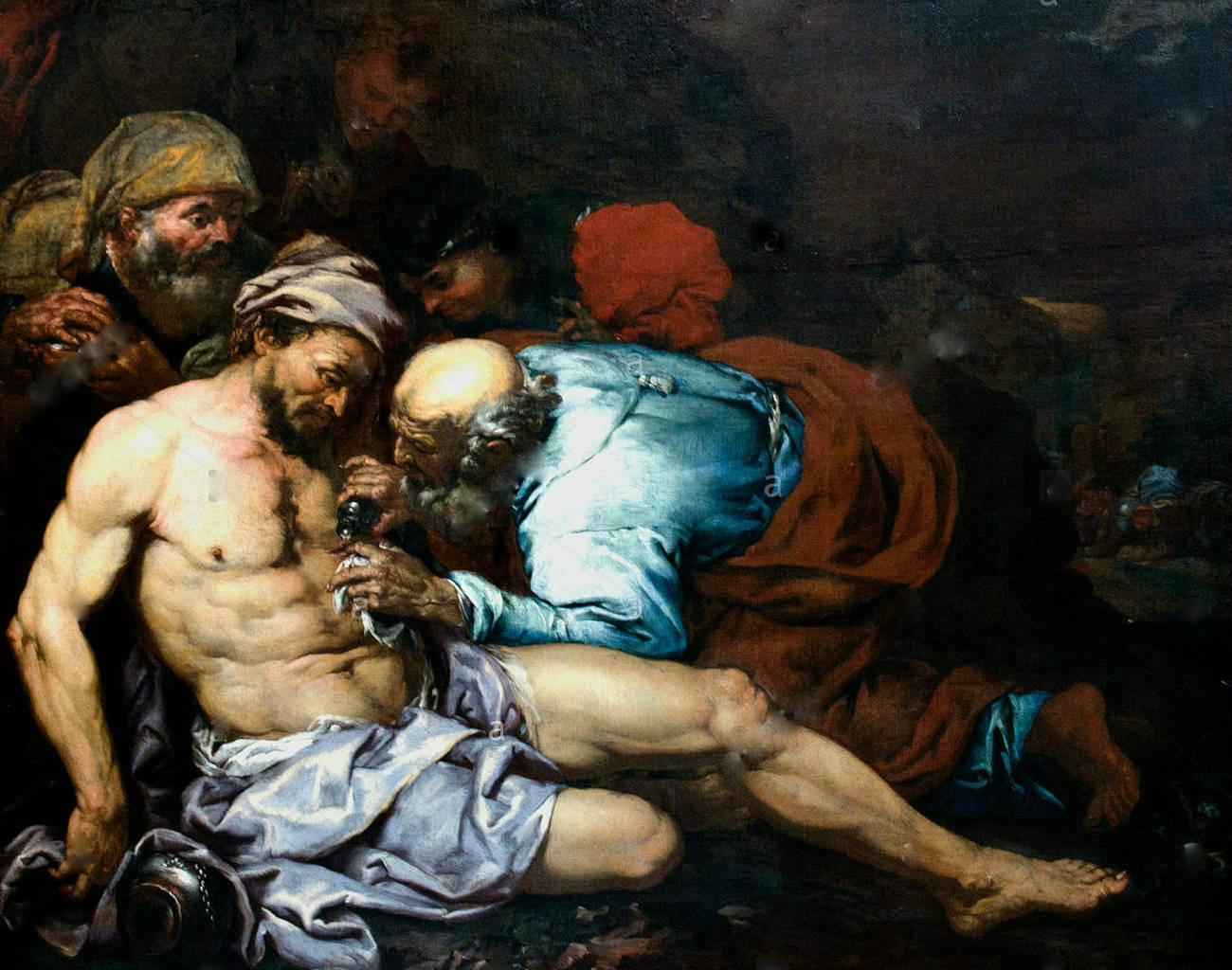
Dobry Samarytanin, Musée des Beaux-Arts, Lyon
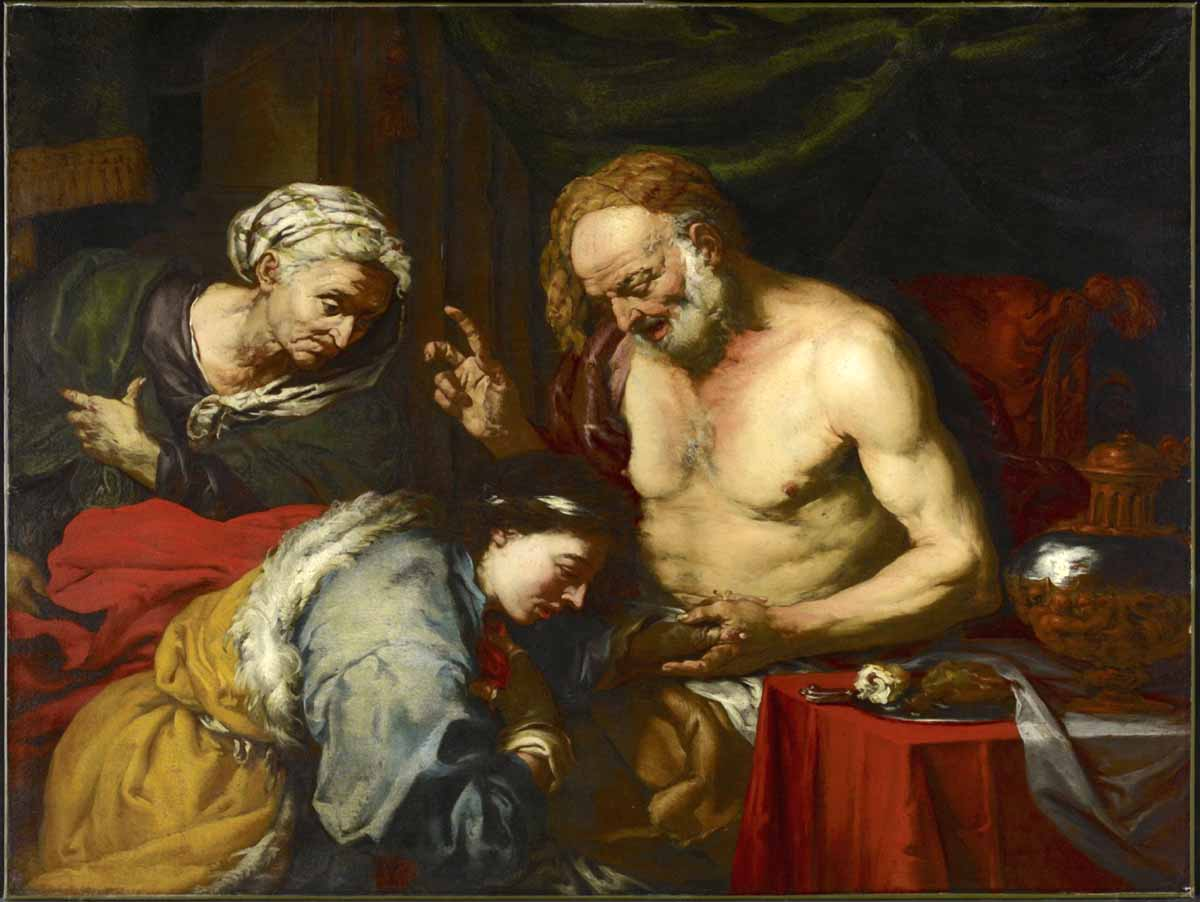
Izaak błogosławiący Jakuba, Art Gallery of Ontario, Toronto
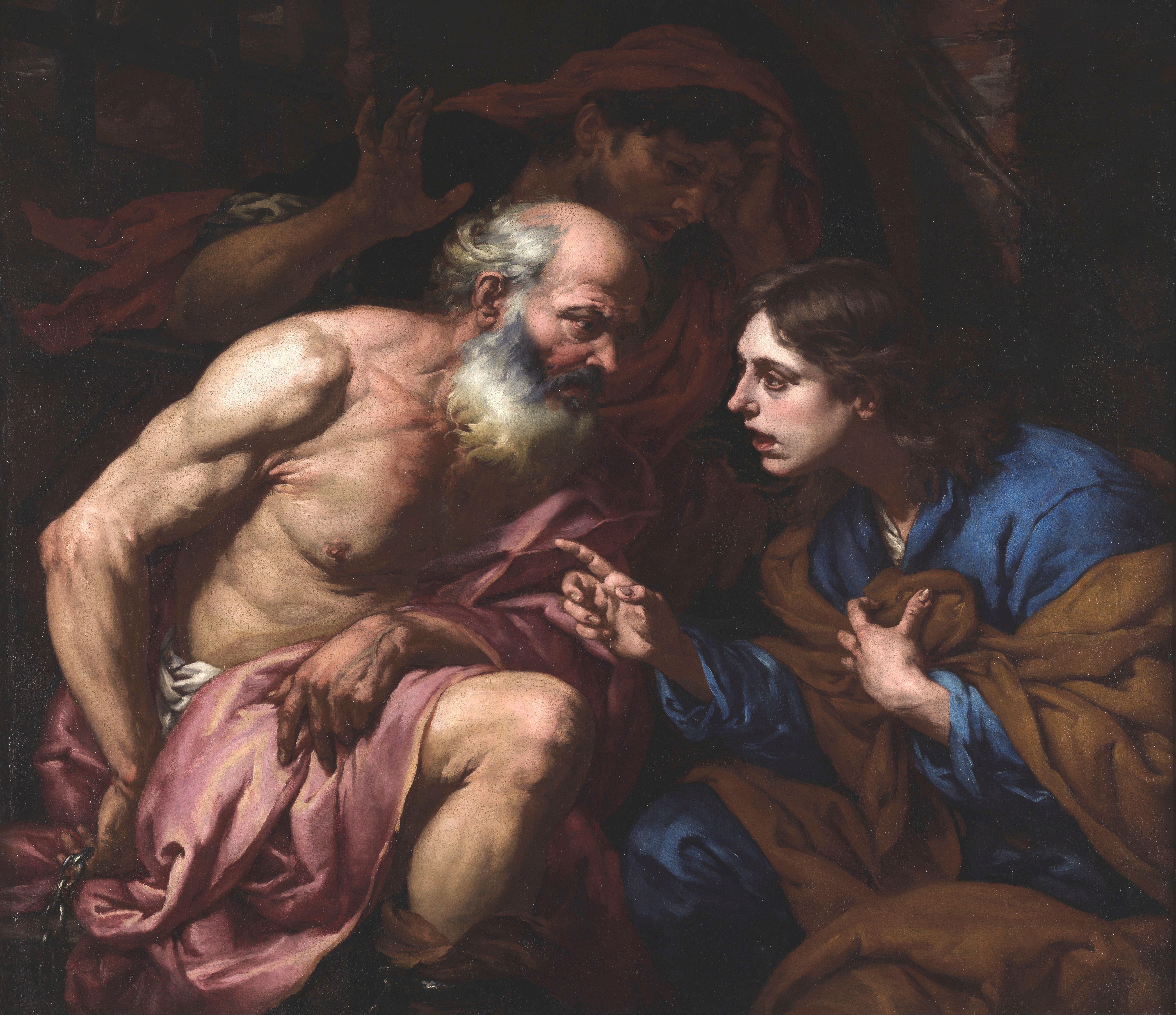
Józef tłumaczący sny, Muzeum Brukenthala, Sybin
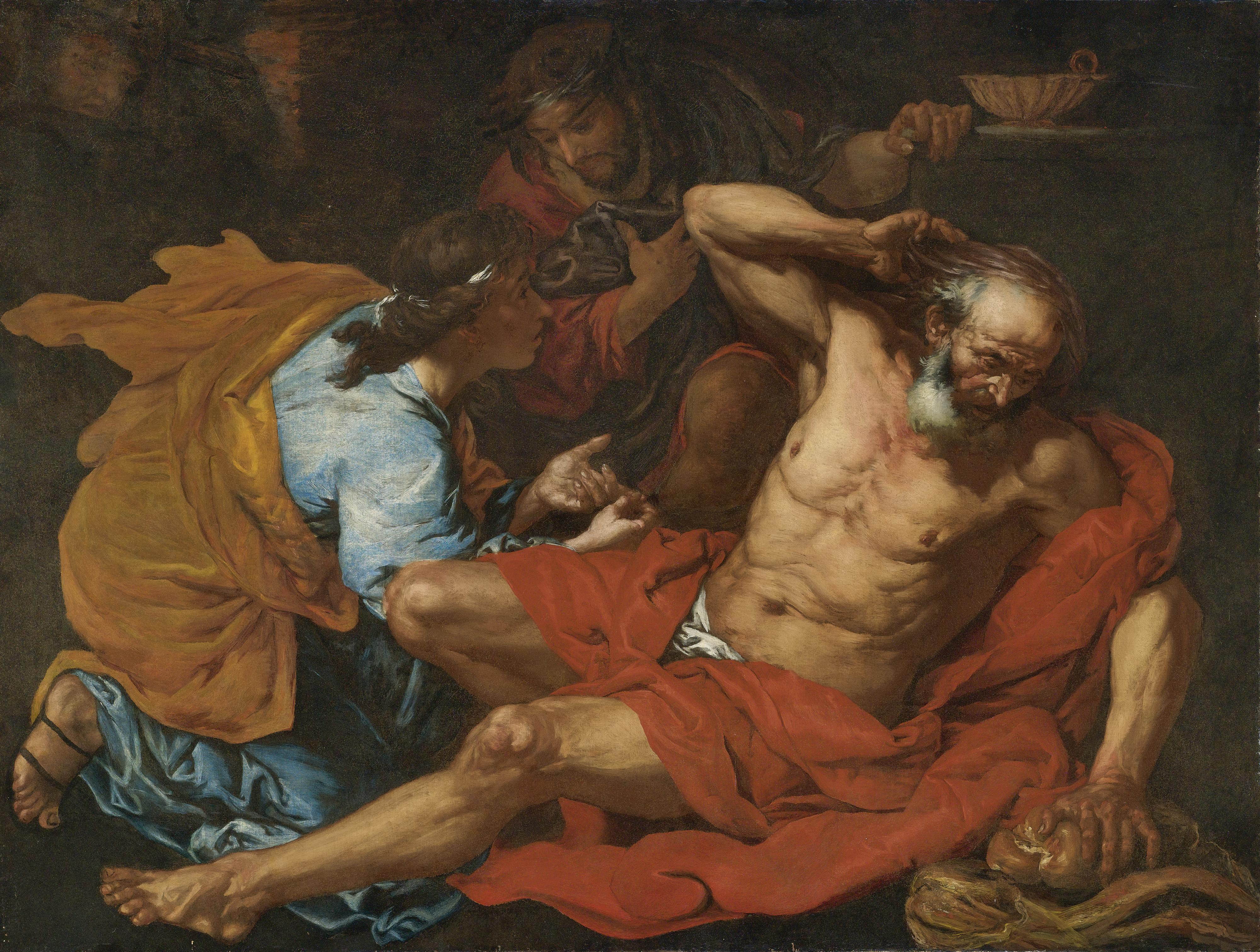
Józef tłumaczący sen podczaszemu, kolekcja prywatna
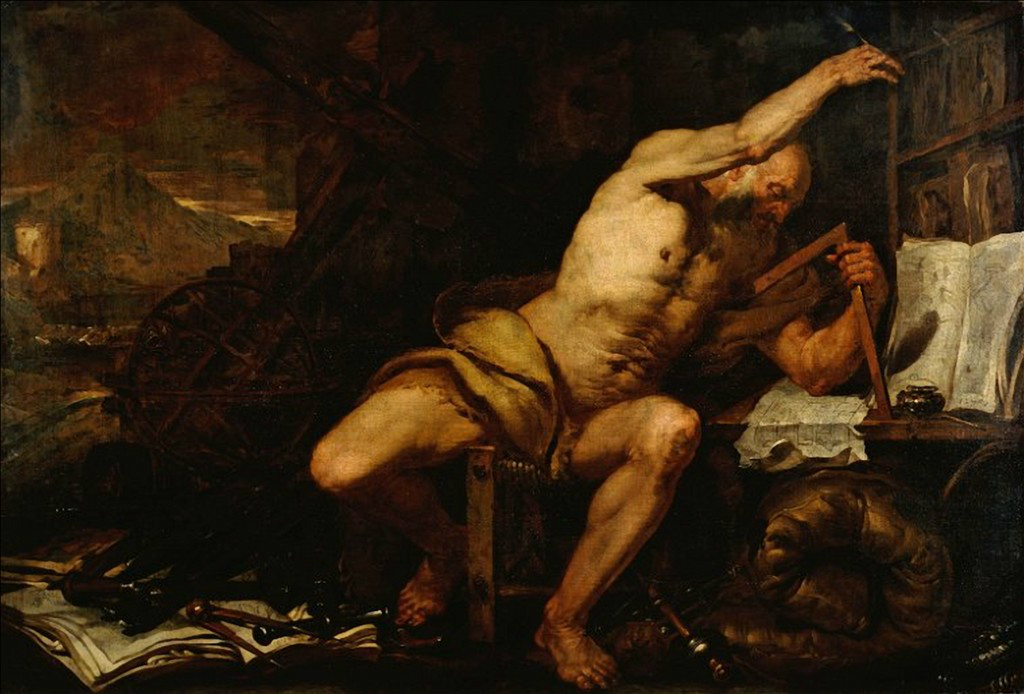
Archimedes, Herzog Anton Ulrich-Museum, Brunszwik
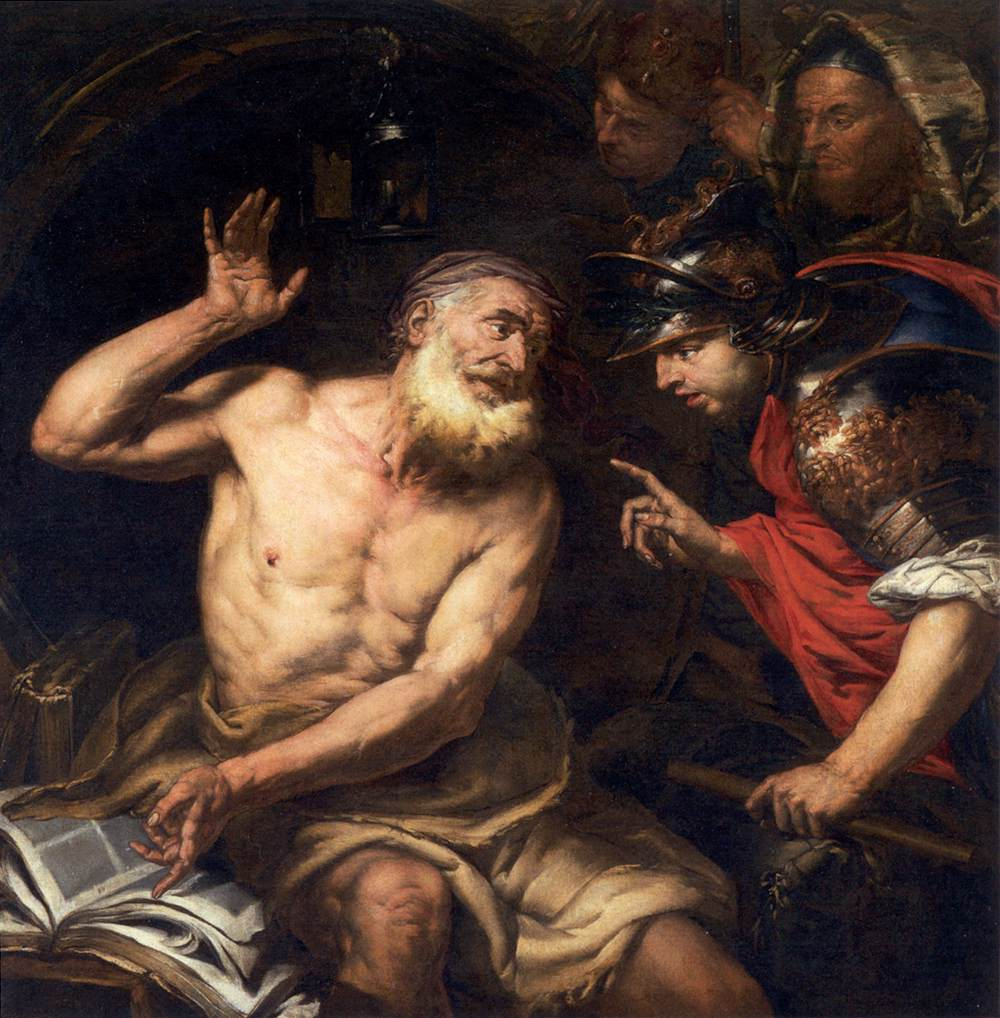
Diogenes i Aleksander, Galleria Querini Stampalia, Wenecja